# Voulême
Voulême est une commune du Centre-Ouest de la France, située dans le département de la Vienne (région Nouvelle-Aquitaine).

## Géographie
Les habitants de la commune sont appelés les Voulemois et les Voulemoises.

### Localisation
Voulême est située à 2 km au sud-ouest de Saint-Macoux, la plus grande ville à proximité.
La commune est située à l'extrémité sud du département de la Vienne, à la limite des départements de la Charente et des Deux-Sèvres.
C'est une commune essentiellement rurale.

### Communes limitrophes
|                            | Saint-Macoux           |               |
| Montalembert (Deux-Sèvres) | Voulême                | Saint-Gaudent |
| Les Adjots (Charente)      | Taizé-Aizie (Charente) | Lizant        |

### Géologie et relief
La région de Voulême présente un paysage de plaines vallonnées plus ou moins boisées et de vallées. Le terroir se compose :
- de Terres Rouges pour 82 % sur les plateaux. Ce sont des sols acajou, siliceux, dérivés d’argiles ferrugineuses à silex provenant d’épandages superficiels du Massif Central ;
- de 18 % de calcaire qui se trouve dans les vallées alluviales.

### Hydrographie
La commune est traversée par 8 km de cours d'eau, avec comme rivière principale la Charente sur une longueur de 6 km.

### Climat
Pour des articles plus généraux, voir Climat de la Nouvelle-Aquitaine et Climat de la Vienne.
Historiquement, la commune est exposée à un climat océanique limousin.  
En 2020, Météo-France publie une typologie des climats de la France métropolitaine dans laquelle la commune est exposée à un climat océanique altéré et est dans la région climatique  Poitou-Charentes, caractérisée par un bon ensoleillement, particulièrement en été et des vents modérés.
Pour la période 1971-2000, la température annuelle moyenne est de 12,1 °C, avec une amplitude thermique annuelle de 14,9 °C. Le cumul annuel moyen de précipitations est de 912 mm, avec 11,4 jours de précipitations en janvier et 7,1 jours en juillet. Pour la période 1991-2020, la température moyenne annuelle observée sur la station météorologique la plus proche, située sur la commune de Civray à 7,27 km à vol d'oiseau, est de 12,6 °C et le cumul annuel moyen de précipitations est de 841,4 mm,. Pour l'avenir, les paramètres climatiques de la commune estimés pour 2050 selon différents scénarios d'émission de gaz à effet de serre sont consultables sur un site dédié publié par Météo-France en novembre 2022.

### Voies de communication et transports
Les gares et les haltes ferroviaires proches de la commune :
- la halte d'Épanvilliers 14,2 km,
- la gare de Saint-Saviol à 5,5 km,
- la halte ferroviaire d'Anché-Voulon à 27,9 km,
- la gare de Ruffecà 8,3 km,
- la halte de Luxé à 25,5 km.

Les aéroports les plus proches de la commune sont :
- aéroport international Angoulême-Cognacà 41 km,
- aéroport de Poitiers-Biard à 55 km,
- aérodrome de Niort - Souché à 54 km.

## Urbanisme

### Typologie
Au 1er janvier 2024, Voulême est catégorisée commune rurale à habitat dispersé, selon la nouvelle grille communale de densité à sept niveaux définie par l'Insee en 2022.
Elle est située hors unité urbaine. Par ailleurs la commune fait partie de l'aire d'attraction de Ruffec, dont elle est une commune de la couronne,. Cette aire, qui regroupe 30 communes, est catégorisée dans les aires de moins de 50 000 habitants,.

### Occupation des sols
L'occupation des sols de la commune, telle qu'elle ressort de la base de données européenne d’occupation biophysique des sols Corine Land Cover (CLC), est marquée par l'importance des territoires agricoles (85,3 % en 2018), une proportion sensiblement équivalente à celle de 1990 (85,5 %). La répartition détaillée en 2018 est la suivante : 
terres arables (63,7 %), zones agricoles hétérogènes (14,7 %), forêts (12,5 %), prairies (6,9 %), zones urbanisées (2,3 %). L'évolution de l’occupation des sols de la commune et de ses infrastructures peut être observée sur les différentes représentations cartographiques du territoire : la carte de Cassini (XVIIIe siècle), la carte d'état-major (1820-1866) et les cartes ou photos aériennes de l'IGN pour la période actuelle (1950 à aujourd'hui).

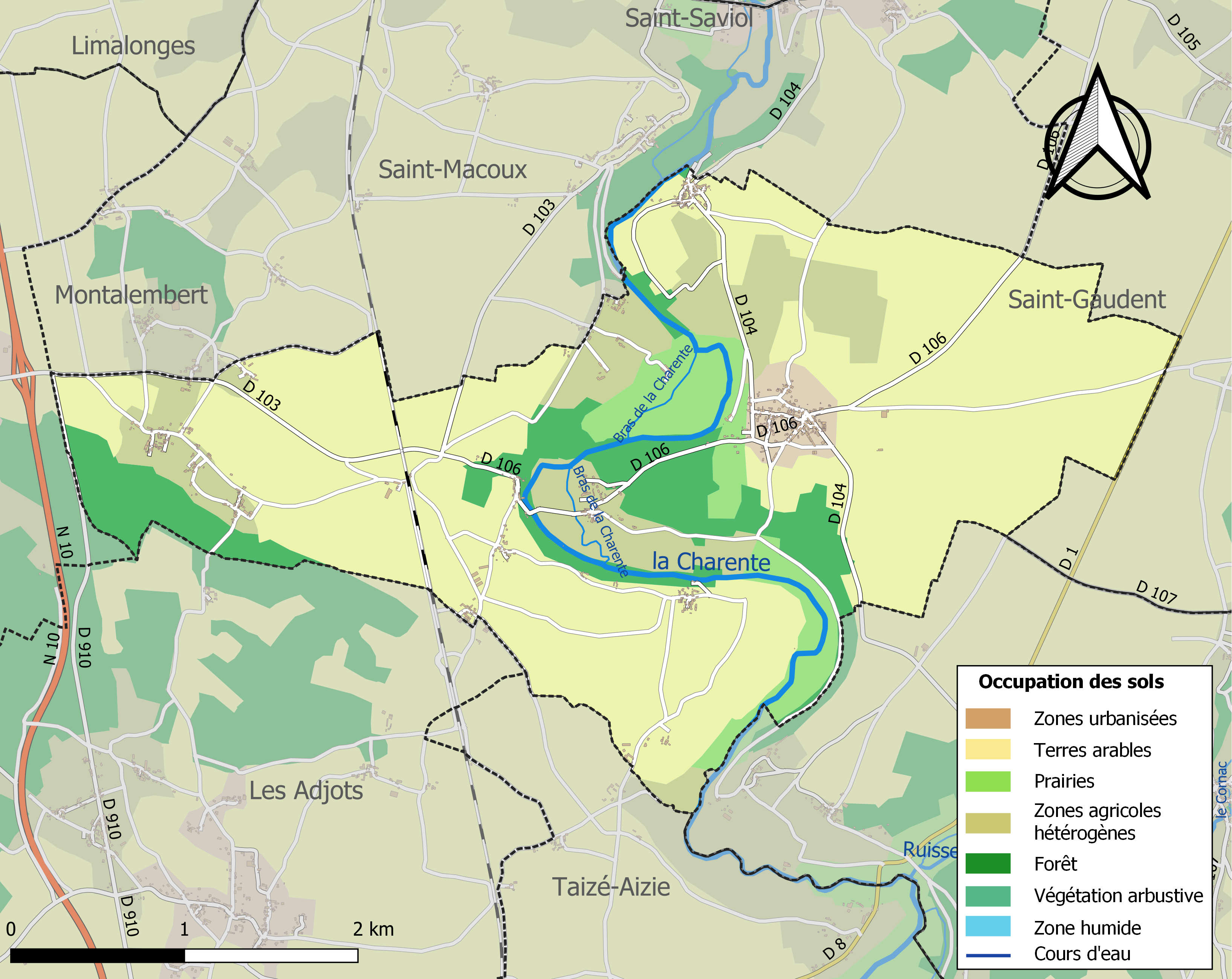
Carte des infrastructures et de l'occupation des sols de la commune en 2018 (CLC).

### Risques majeurs
Le territoire de la commune de Voulême est vulnérable à différents aléas naturels : météorologiques (tempête, orage, neige, grand froid, canicule ou sécheresse), inondations, mouvements de terrains et séisme (sismicité modérée). Il est également exposé à deux risques technologiques,  le transport de matières dangereuses et la rupture d'un barrage. Un site publié par le BRGM permet d'évaluer simplement et rapidement les risques d'un bien localisé soit par son adresse soit par le numéro de sa parcelle.

#### Risques naturels
Certaines parties du territoire communal sont susceptibles d’être affectées par le risque d’inondation par débordement de cours d'eau, notamment la Charente. La commune a été reconnue en état de catastrophe naturelle au titre des dommages causés par les inondations et coulées de boue survenues en 1982, 1993, 1995, 1999, 2010 et 2018,.

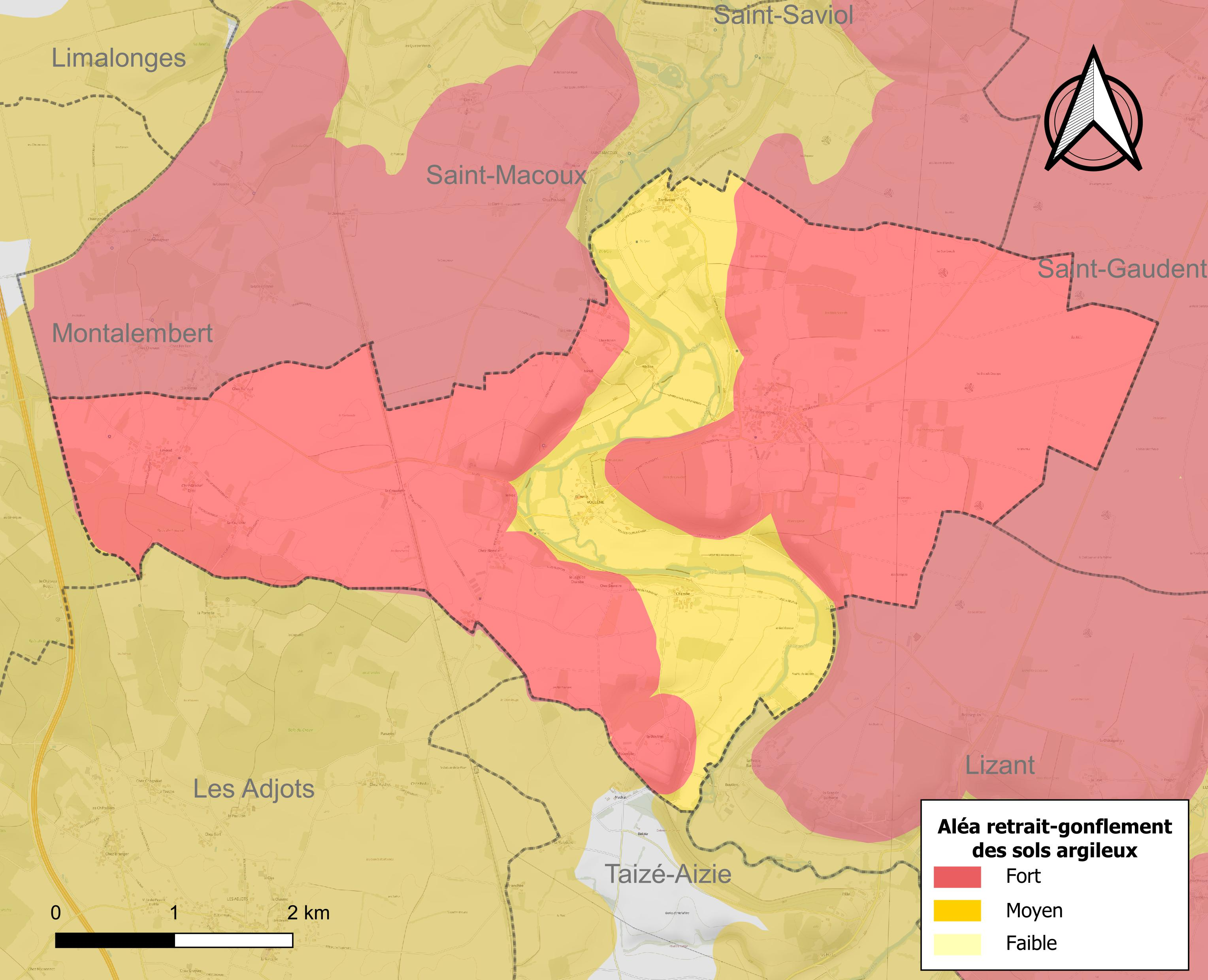
Carte des zones d'aléa retrait-gonflement des sols argileux de Voulême.

Les mouvements de terrains susceptibles de se produire sur la commune sont des affaissements et effondrements liés aux cavités souterraines (hors mines) et des tassements différentiels. Afin de mieux appréhender le risque d’affaissement de terrain, un inventaire national permet de localiser les éventuelles cavités souterraines sur la commune. Le retrait-gonflement des sols argileux est susceptible d'engendrer des dommages importants aux bâtiments en cas d’alternance de périodes de sécheresse et de pluie. La totalité de la commune est en aléa moyen ou fort (79,5 % au niveau départemental et 48,5 % au niveau national). Depuis le 1er octobre 2020, en application de la loi ÉLAN, différentes contraintes s'imposent aux vendeurs, maîtres d'ouvrages ou constructeurs de biens situés dans une zone classée en aléa moyen ou fort,.
La commune a été reconnue en état de catastrophe naturelle au titre des dommages causés par la sécheresse en 2017 et par des mouvements de terrain en 1999 et 2010.

#### Risque technologique
La commune est en outre située en aval du barrage Mas-Chaban, un ouvrage de classe A situé dans le département de la Charente et construit pour constituer une réserve d’eau de 14 millions de m3. Le PPI a été approuvé en 1999. À ce titre elle est susceptible d’être touchée par l’onde de submersion consécutive à la rupture de cet ouvrage.

## Toponymie
Le nom du bourg dérive de "Volesma", graphie mentionnée en 1195. Elle devint "Voulesme" en 1398.

## Histoire
Le territoire de la commune a été occupé par l’homme dès la préhistoire. Un important outillage datant du paléolithique inférieur a été retrouvé en 1886 ainsi que des haches polies et des pointes de flèche datant du néolithique. Ces verstiges ont été découverts aux lieudits des Bois Sourds, des Petits Champs, du Coudret, autour du hameau de Nieuillet, de la cCoix de Nieuil et de la Croix de Chambe. Une partie de ces objets est exposée au Musée de Civray et une autre à la mairie de Voulême.
Plusieurs villas gallo-romaines étaient implantées sur le territoire. Des photographies aériennes ont révélé l’existence de vestiges de constructions datant de cette époque.  Cette présence d’un habitat ancien a été confirmée par des découvertes au sol. En effet, lors de fouilles, des pierres et des tuiles à rebord ont pu être déterrées. De même, au lieu-dit  le Rochetas, a été mis au jour un vaste domaine composé d’une villa et de son chauffage au sol, ainsi que des traces d’un vaste domaine agricole allant jusqu’aux rives de la Charente. Sur ce site, ont été découverts des ossements, des poteries, des monnaies qui sont exposés au musée de Civray.
En 1777, un ouragan a ravagé la région et plus particulièrement la commune. Un tiers des noyers er tous les châtaigniers, toutes les treilles et une partie des récoltes furent arrachés du sol ou détruits.
En 1830 et 1835, la commune fut frappée par une épidémie de choléra.

## Politique et administration

### Intercommunalité
Depuis 2015, Voulême est dans le canton de Civray (no 6) du département Vienne. Avant la réforme des départements, Voulême était dans le canton no 5 de Civray dans la 3e circonscription.

### Liste des maires
| Période   | Période  | Identité        | Étiquette | Qualité |
| --------- | -------- | --------------- | --------- | ------- |
| 1965      | 2001     | Pierre Gibaux   | PS        |         |
| mars 2001 | 2014     | Yvon Vignaud    |           |         |
| 2014      | 2020     | Raymond Gallais |           |         |
| 2020      | En cours | Alain Fonteneau |           |         |

### Instances judiciaires et administratives
La commune relève du tribunal d'instance de Poitiers, du tribunal de grande instance de Poitiers, de la cour d'appel de Poitiers, du tribunal pour enfants de Poitiers, du conseil de prud'hommes de Poitiers, du tribunal de commerce de Poitiers, du tribunal administratif de Poitiers et de la cour administrative d'appel  de  Bordeaux, du tribunal des pensions de Poitiers, du tribunal des affaires de la Sécurité sociale de la Vienne, de la cour d’assises de la Vienne.

### Politique environnementale

#### Énergies nouvelles
Sur le sol de la commune, un parc, regroupant douze éoliennes, devrait voir le jour en mai 2014 après neuf ans de procédure. Ce parc, le plus grand du département de la Vienne, est à cheval sur les communes de Saint-Macoux, de Saint-Gaudent, de Lizant et de Voulême. Ce parc représente une puissance totale de 24 MW pour une production estimée à 53 GWh, soit la consommation annuelle moyenne de 26 500 habitants. Les éoliennes sont composées d'un mât de 100 m de hauteur et de pales de 50 m. Cette énergie renouvelable devrait permettre d'économiser chaque année 17 000 tonnes de CO2.

## Population et société

### Démographie
L'évolution du nombre d'habitants est connue à travers les recensements de la population effectués dans la commune depuis 1793. Pour les communes de moins de 10 000 habitants, une enquête de recensement portant sur toute la population est réalisée tous les cinq ans, les populations de référence des années intermédiaires étant quant à elles estimées par interpolation ou extrapolation. Pour la commune, le premier recensement exhaustif entrant dans le cadre du nouveau dispositif a été réalisé en 2004.

En 2022, la commune comptait 394 habitants, en évolution de +5,91 % par rapport à 2016 (Vienne : +0,6 %, France hors Mayotte : +2,11 %).
| 1793 | 1800 | 1806 | 1821 | 1831 | 1836 | 1841 | 1846 | 1851 |
| ---- | ---- | ---- | ---- | ---- | ---- | ---- | ---- | ---- |
| 803  | 708  | 642  | 811  | 881  | 862  | 864  | 908  | 907  |

| 1856 | 1861 | 1866 | 1872 | 1876 | 1881 | 1886 | 1891 | 1896 |
| ---- | ---- | ---- | ---- | ---- | ---- | ---- | ---- | ---- |
| 931  | 889  | 839  | 780  | 798  | 809  | 817  | 786  | 742  |

| 1901 | 1906 | 1911 | 1921 | 1926 | 1931 | 1936 | 1946 | 1954 |
| ---- | ---- | ---- | ---- | ---- | ---- | ---- | ---- | ---- |
| 714  | 708  | 698  | 595  | 546  | 540  | 516  | 520  | 468  |

| 1962 | 1968 | 1975 | 1982 | 1990 | 1999 | 2004 | 2006 | 2009 |
| ---- | ---- | ---- | ---- | ---- | ---- | ---- | ---- | ---- |
| 429  | 366  | 368  | 385  | 368  | 329  | 350  | 352  | 372  |

| 2014 | 2019 | 2022 | - | - | - | - | - | - |
| ---- | ---- | ---- | - | - | - | - | - | - |
| 378  | 391  | 394  | - | - | - | - | - | - |

En 2008, selon l’INSEE, la densité de population de la commune était de 32 hab./km2, 61 hab./km2 pour le département, 68 hab./km2 pour la région Poitou-Charentes et 115 hab./km2 pour la France.
Les dernières statistiques démographiques pour la commune de Voulême ont été fixées en 2009 et publiées en 2012. Il ressort que la mairie administre une population totale de 378 personnes. À cela, il faut soustraire les résidences secondaires (6 personnes) pour constater que la population permanente sur le territoire de la commune est de 372 habitants.
La répartition par sexe de la population est la suivante :
- en 1999 : 49,4 % d'hommes et 50,6 % de femmes ;
- en 2004 : 48,6 % d'hommes et 51,4 % de femmes ;
- en 2010 : 44,3 % d'hommes pour 55,7 % de femmes.

En 2004 :
- le nombre de célibataires était de : 24,2 % dans la population ;
- les couples mariés représentaient 60,6 % de la population, les divorcés 4,2 % ;
- le nombre de veuves et veufs était de 11 %.

### Enseignement
La commune de Voulême dépend de l'académie de Poitiers (rectorat de Poitiers) et son école primaire dépend de l'inspection académique de la Vienne. Les communes de Lizant, Voulême et Saint-Gaudent sont en regroupement pédagogique intercommunal. Ainsi, les maternelles sont localisées à Lizant puis les CP et CE1 à l’école de Voulême et enfin les CE2, CM1 et CM2 à l’école de Saint-Gaudent.

## Économie

### Agriculture
Selon la direction régionale de l'Alimentation, de l'Agriculture et de la Forêt de Poitou-Charentes, il n'y a plus que huit exploitations agricoles en 2010 contre treize en 2000.
Les surfaces agricoles utilisées ont stagné et sont passées de 1 075 hectares en 2000 à 1 035 hectares en 2010. Ces chiffres indiquent une concentration des terres sur un nombre plus faible d’exploitations. Cette tendance est conforme à l’évolution  constatée sur tout le département de la Vienne puisque de 2000 à 2007, chaque exploitation a gagné en moyenne 20 hectares.
43 % des surfaces agricoles sont destinées à la culture des céréales (blé tendre essentiellement mais aussi orges et maïs), 29 % pour les oléagineux (colza et tournesol à parts égales), 16 % pour le fourrage et 6 % restent en herbe. En 2000, un hectare (zéro en 2010) était consacrés à la vigne.
Quatre exploitations en 2010 (contre cinq en 2000) abritent un élevage de bovins (468 têtes en 2010 contre 309 têtes en 2000). L'élevage de volailles a disparu au cours de cette décennie (57 têtes réparties sur trois fermes en 2000).

### Activité et emploi
Le taux d'activité était de 64,6 % en 2004 et 60,5 % en 1999.
Le taux de chômage en 2004 était de 9,5 % et en 1999 il était de 13 %.
Les retraités et les pré-retraités représentaient 36,3 % de la population en 2004 et 28,2 % en 1999.

## Culture locale et patrimoine

### Lieux et monuments

#### Patrimoine religieux
- L'église saint-Hilaire est un parallélogramme terminé par une abside carrée voûtée en ogive et percée de trois fenêtres en plein cintre, allongées, étroites en dehors et évasées en dedans. La nef est sans voûte. La porte ogivale, située sur le côté sud, est ornée de moulures simples. Le toit est plat et les contreforts sont peu saillants. Le clocher est carré. Il est sur deux étages. Il est percé de baies étroites et carrées comme des meurtrières. Il s'élève au-dessus du chœur. Le mur du fond de l'abside est terminée par un pignon avec une croix en pierre. La nef a été réédifiée au début du XVIe siècle.

#### Patrimoine civil
- Le logis seigneurial de Chambe est construit au lieu-dit Chambes. Le logis est le témoin de l'existence d'un ancien château du XVe siècle qui dominait la vallée de la Charente. Il ne reste que quelques traces des fortifications, une tour et une maison du XVIIIe siècle.
- Le logis de Nieuil-sur-Charente qui date du XVe siècle.
- Les moulins : le territoire communal est traversé par la Charente qui était bordée d’anciens moulins. Ces moulins servaient pour fabriquer de la farine ou de l’huile. Cette activité a disparu. Il ne reste plus que des vestiges de ce passé industrieux et certains moulins ont pu être depuis transformés en résidence ce qui a permis de les conserver : moulin à eau datant du Moyen Âge de l’Etourneau, situé en bas du hameau de Nieuillet et qui a gardé son mécanisme de fabrication d’huile, le moulin du Roc et le moulin de Chambes.

#### Patrimoine naturel

##### Coteau de l'Étourneau
Le coteau de l’Étourneau est une zone naturelle d'intérêt écologique, faunistique et floristique (ZNIEFF) qui couvre 1 % de la surface communale. Il domine la Charente qui, après avoir infléchi son cours vers le sud-ouest en aval de Civray, décrit de profonds méandres dus à la faible pente de son lit. Alors que la partie concave des boucles du fleuve, est plane et est occupée par des habitats alluviaux de plus en plus remplacés de nos jours par des cultures intensives ; la partie convexe est dominée par des coteaux avec des versants abrupts qui font passer en quelques dizaines de mètres de 130 m d’altitude sur le plateau à moins de 100 m au niveau du fleuve.
Les pentes du coteau de l’Étourneau sont orientées au nord. Son sol est composé de calcaires bajociens à silex. Les pentes sont couvertes par des chênes pédonculés et des charmes, mêlés d’érables champêtres. La strate arbustive est caractérisée par la présence du buis.
En bas de versants, sur les terrasses alluviales bordant la Charente, la chênaie-charmaie laisse la place, sur des sols franchement hydromorphes, à une aulnaie-frênaie. L’orientation au nord du coteau et la forte humidité atmosphérique entretenue par la proximité de la rivière créent, au sein du bois, un microclimat très frais qui est renforcé par le feuillage dense des essences arborées. Ces conditions particulières ont favorisé le développement d’un humus propice à l’implantation d’une flore forestière très diversifiée. Elle se répartit sur les pentes en fonction de ses exigences en humidité : Jacinthe des bois et Ornithogale des Pyrénées sur les pentes moyennes, Fétuque géante et Ail des ours à proximité de l’eau.
Sur le plan botanique, le coteau de l’Étourneau présente un grand intérêt biologique du fait de la présence de plusieurs espèces rares ou menacées qui ont justifié son classement et sa protection. Ainsi, ont été recensées :
- La Lathrée écailleuse : C’est  une plante appartenant à la famille des Scrophulariacées. C’est une curieuse plante de couleur ivoire, dépourvue de chlorophylle, qui trouve ses substances nutritives en parasitant les racines d’arbres divers tels que les ormes, les noisetiers, les érables ou les frênes.
- La Corydale à bulbe plein. C’est une Fumariacée aux élégantes fleurs panachées de violet et de blan qui est très localisée en région Poitou-Charentes.
- L'Isopyre faux-pigamon.
- La Moschatelline.
- L'Épiaire des Alpes.

### Personnalités liées à la commune
- La famille Chambe. C'est une des familles les plus anciennes du Poitou. Jean de Chambe a été gouverneur de La Rochelle en 1460. Charles de Chambes (1549-1621), comte de Montsoreau, né vers 1543, Grand veneur d'Anjou, a épousé, en 1576, Françoise de Maridor. Charles de Chambe tua le gouverneur d'Anjou, Bussy d'Amboise, qui s'était vanté d'avoir une liaison avec la comtesse de Montsoreau.
- Théophile Brothier (1819-1900), homme politique, sénateur de la Charente de 1894 à 1900.

## Sources